# Lista de prefeitos de Jaru
Esta é a lista de prefeitos e vice-prefeitos do município de Jaru, estado brasileiro de Rondônia.
O cargo de prefeito foi criado em 11 de abril de 1835, pela assembleia provincial paulista, em reação aos amplos poderes conferidos pelo Código de Processo Criminal de 1832 às câmaras municipais. Seguiram o exemplo paulista seis províncias do nordeste brasileiro (Alagoas, Ceará, Maranhão, Paraíba, Pernambuco e Sergipe).
Sob a vigente ordem constitucional, essa designação é dada ao funcionário público do Poder Executivo municipal, que exerce seu cargo em função de uma legislatura (mandato), sendo para tanto eleito a cada quatro anos, podendo ser reeleito por mais 4 anos (segundo mandato).
Funções
O poder executivo municipal chefia a administração e comanda os serviços públicos, tendo como comandante o prefeito.
A partir da constituição brasileira de 1934, o cargo de prefeito passou a ser o único, em todo o Brasil, ao qual estão atribuídas as funções de chefe do poder executivo do governo local, em simetria aos chefes dos executivos da União e do estado, portanto, em forma monocrática. Este texto quer dizer que deverá haver harmonia e integração de ação entre as esferas envolvidas sem a intervenção de uma na outra, exceto nos casos previstos na Constituição Federal.
Eleições
O prefeito é eleito por sufrágio universal, secreto, direto, em pleito simultâneo em todo o País, realizado a cada quatro anos, no primeiro domingo de outubro.
E trinta dias após tem lugar o segundo turno, se o eleito em primeiro lugar não atingir 50% dos votos válidos mais um voto, no caso de municípios com mais de duzentos mil eleitores.
Conforme a legislação eleitoral atual no Brasil para tornar-se elegível, exige-se uma série de requisitos;
- Possuir nacionalidade brasileira ou portuguesa (neste caso, o cidadão português deve se encontrar amparado pelo Estatuto de Igualdade entre Portugueses e Brasileiros),
- Título de eleitor em dia e estar em gozo pleno do exercício dos direitos políticos,
- Domicilio eleitoral na circunscrição na qual o candidato se apresenta,
- Filiação partidária,
- Ser alfabetizado (tópico invalidado pela atual constituição brasileira de 1988),
- Desincompatibilização de cargo público — Se ocupa um cargo público deve sair seis meses antes das eleições e voltar caso possa só após seis meses ao pleito eleitoral,
- Renúncia de outro mandado até seis meses antes do pleito e não ser parente afim ou consangüíneo, até segundo grau, ou cônjuge de titular de cargo eletivo; pode, entretanto, ser candidato à reeleição (artigo 14 da Constituição),
- Ter idade mínima de 21 anos.

| Nº | Nome                           | Partido | Vice-prefeito                           | Início do mandato      | Fim do mandato          | Observações |
| 1  | Raimundo Nonato da Silva       | PDS     | —                                       | 7 de novembro de 1981  | 31 de janeiro de 1983   | Prefeito nomeado |
| 2  | Leomar José Baratela           | PDS     | Milton Louzada de Almeida               | 31 de janeiro de 1983  | 31 de dezembro de 1988  | Prefeito e vice eleitos em sufrágio universal                                                                         |
| 3  | Sidney Rodrigues Guerra        | PMDB    | Wilson Cardoso                          | 1º de janeiro de 1989  | 1991                    | Prefeito e vice eleitos em sufrágio universal                                                                         |
| 4  | Antônio Luís Campanari         | PTR     | —                                       | 28 de junho de 1991    | 28 de fevereiro de 1992 | Interventor estadual                                                                                                  |
| 5  | Wilson Cardoso                 | PMDB    | —                                       | 1º de março de 1992    | 31 de dezembro de 1992  | Vice-prefeito eleito no cargo de Prefeito                                                                             |
| 6  | Ruy Luís Zimmer                | PT      | Marcos Antônio Chiovetti                | 1° de janeiro de 1993  | 31 de dezembro de 1996  | Prefeito e vice eleitos em sufrágio universal                                                                         |
| 7  | Ademário Serafim de Andrade    | PDT     | João Nilson Dias                        | 1º de janeiro de 1997  | 31 de dezembro de 2000  | Prefeito e vice eleitos em sufrágio universal                                                                         |
| 8  | João Nilson Dias               | PSDB    | —                                       | novembro de 2000       | 31 de dezembro de 2000  | Vice-prefeito eleito no cargo de Prefeito                                                                             |
| 9  | José Amauri dos Santos         | PMDB    | Leomar José Baratella                   | 1º de janeiro de 2001  | 31 de dezembro de 2004  | Prefeito e vice eleitos em sufrágio universal                                                                         |
| 9  | José Amauri dos Santos         | PMDB    | Melchior Sydnei Daniel, Boiadeiro (PDT) | 1º de janeiro de 2005  | 10 de outubro de 2005   | Prefeito reeleito e vice eleito em sufrágio universal cujos mandatos foram cassados pela Justiça                      |
| 10 | Aguinaldo da Silva Lenque      | PTB     | —                                       | 11 de outubro de 2005  | 3 de novembro de 2005   | Presidente da Câmara                                                                                                  |
| 11 | Ulisses Borges de Oliveira     | PSDB    | Professora Stella Mari Martoni          | 4 de novembro de 2005  | 22 de maio de 2006      | Segundo colocado nas eleições gerais de 2004 no cargo de titular.                                                     |
|    | Professora Stella Mari Martoni | DEM     | —                                       | 23 de maio de 2006     | 23 de maio de 2006      | Vice-prefeita no cargo por um dia. O titular foi afastado do cargo e, por decisão da Justiça, voltou no dia seguinte. |
|    | Ulisses Borges de Oliveira     | PSDB    | Professora Stella Mari Martoni          | 24 de maio de 2006     | 4 de junho de 2008      | Segundo colocado nas eleições gerais de 2004 reassume o cargo de cargo de titular.                                    |
| 12 | Professora Stella Mari Martoni | DEM     | —                                       | 5 de junho de 2008     | 31 de dezembro de 2008  | Vice-prefeita no cargo de titular                                                                                     |
| 13 | Jean Carlos dos Santos         | PMDB    | Flávio Anastácio Correa                 | 1º de janeiro de 2009  | 31 de dezembro de 2012  | Prefeito e vice eleitos em sufrágio universal                                                                         |
| 14 | Sônia Cordeiro de Souza        | PT      | Inaldo Pedro Alves (PP)                 | 1º de janeiro de 2013  | 21 de dezembro de 2015  | Prefeita e vice eleitos em sufrágio universal cuja titular teve o mandato cassado pela Câmara de vereadores           |
| 15 | Inaldo Pedro Alves             | PP      | —                                       | 22 de dezembro de 2015 | 31 de dezembro de 2016  | Vice-prefeito eleito no cargo de Prefeito                                                                             |
| 16 | João Gonçalves Silva Júnior    | PSDB    | Jeverson Luiz de Lima (PMDB)/(MDB)      | 1º de janeiro de 2017  | 31 de dezembro de 2020  | Prefeito e vice eleitos em sufrágio universal                                                                         |
| 16 | João Gonçalves Silva Júnior    | PSDB    | Jeverson Luiz de Lima (PMDB)/(MDB)      | 1º de janeiro de 2021  | 31 de dezembro de 2024  | Prefeito e vice reeleitos em sufrágio universal                                                                       |
| 17 | Jeverson Luiz de Lima          | MDB     | Grécio Benedito da Silva (UNIÃO)        | 1º de janeiro de 2025  | Atualidade              | Prefeito e vice eleitos em sufrágio universal                                                                         |